# Odysseus Eskitzoglou
Odysseus Eskitzoglou (Piraeus, 3 mei 1932) is een voormalig Grieks zeiler.
Eskitzoglou won in 1960 de olympische gouden medaille in de Drakenklasse. 
In 1964 en 1968 behaalde Eskitzoglou de achtste en vijftiende plek in de drakenklasse.

## Olympische Zomerspelen
| Jaar | Plaats      | Resultaten       |
| ---- | ----------- | ---------------- |
| 1960 | Rome        | Drakenklasse     |
| 1964 | Tokio       | 8e Drakenklasse  |
| 1968 | Mexico-Stad | 15e Drakenklasse |

1948: Hakon Barfod / Sigve Lie / Thor Thorvaldsen ·
1952: Hakon Barfod / Sigve Lie / Thor Thorvaldsen ·
1956: Folke Bohlin / Bengt Palmquist / Leif Wikström ·
1960: Odysseus Eskitzoglou / Constantijn van Griekenland / Georgios Zaimis ·
1964: Ole Berntsen / Christian von Bülow / Ole Poulsen ·
1968: George Friedrichs / Barton Jahncke / Gerald Schreck ·
1972: Thomas Anderson / John Cuneo / John Shaw